# Londubh
Londubh (Schots-Gaelisch: An Lòn Dubh) is een dorp op de zuidelijke oever van Loch Ewe ten noorden van Poolewe in de Schotse lieutenancy Ross and Cromarty in het raadsgebied Highland.